# Liste der Nummer-eins-Hits in den USA (1980)
Dies ist eine Liste der Nummer-eins-Hits in den von Billboard ermittelten Charts in den USA (Hot 100) im Jahr 1980. In diesem Jahr gab es sechzehn Nummer-eins-Singles und zwölf Nummer-eins-Alben.

## Singles
| ← 1979 ← | Liste der Nummer-eins-Hits in den USA | Liste der Nummer-eins-Hits in den USA | Liste der Nummer-eins-Hits in den USA            | 1981 →                    |
| \| Zeitraum \| Wo. ges. \| Interpret \| Titel Autor(en) \| Zusätzliche Informationen \| \| (Zeitraum, Wochen auf Platz eins, Interpret, Titel, Autor[en], zusätzliche Informationen) \| \| \| \| \| \| ----------------------------------------------------------------------------------------- \| -------- \| ------------------ \| --------------------------------------------------- \| ------------------------- \| \| 22. Dezember 1979 – 4. Januar 1980 2 Wochen (insgesamt 3) \| 3 \| Rupert Holmes \| Escape (The Piña Colada Song)[1] Rupert Holmes \| - \| \| 5. Januar 1980 – 11. Januar 1980 1 Woche (insgesamt 1) \| 1 \| KC & Sunshine Band \| Please Don’t Go[2] Harry Wayne Casey, Richard Finch \| - \| \| 12. Januar 1980 – 18. Januar 1980 1 Woche (insgesamt 3) \| 3 \| Rupert Holmes \| Escape (The Piña Colada Song) Rupert Holmes \| - \| \| 19. Januar 1980 – 15. Februar 1980 4 Wochen (insgesamt 4) \| 4 \| Michael Jackson \| Rock with You[3] Rod Temperton \| - \| \| 16. Februar 1980 – 22. Februar 1980 1 Woche (insgesamt 1) \| 1 \| Captain & Tennille \| Do That to Me One More Time[4] Toni Tennille \| - \| \| 23. Februar 1980 – 21. März 1980 4 Wochen (insgesamt 4) \| 4 \| Queen \| Crazy Little Thing Called Love[5] Freddie Mercury \| - \| \| 22. März 1980 – 18. April 1980 4 Wochen (insgesamt 4) \| 4 \| Pink Floyd \| Another Brick in the Wall[6] Roger Waters \| - \| \| 19. April 1980 – 30. Mai 1980 6 Wochen (insgesamt 6) \| 6 \| Blondie \| Call Me[7] Giorgio Moroder, Deborah Harry \| - \| \| 31. Mai 1980 – 27. Juni 1980 4 Wochen (insgesamt 4) \| 4 \| Lipps, Inc. \| Funkytown[8] Steven Greenberg \| - \| \| 28. Juni 1980 – 18. Juli 1980 3 Wochen (insgesamt 3) \| 3 \| Paul McCartney \| Coming Up[9] Paul McCartney \| - \| \| 19. Juli 1980 – 1. August 1980 2 Wochen (insgesamt 2) \| 2 \| Billy Joel \| It’s Still Rock and Roll to Me[10] Billy Joel \| - \| \| 2. August 1980 – 29. August 1980 4 Wochen (insgesamt 4) \| 4 \| Olivia Newton-John \| Magic[11] John Farrar \| - \| \| 30. August 1980 – 5. September 1980 1 Woche (insgesamt 1) \| 1 \| Christopher Cross \| Sailing[12] Christopher Cross \| - \| \| 6. September 1980 – 3. Oktober 1980 4 Wochen (insgesamt 4) \| 4 \| Diana Ross \| Upside Down[13] Nile Rodgers, Bernard Edwards \| - \| \| 4. Oktober 1980 – 24. Oktober 1980 3 Wochen (insgesamt 3) \| 3 \| Queen \| Another One Bites the Dust[14] John Deacon \| - \| \| 25. Oktober 1980 – 14. November 1980 3 Wochen (insgesamt 3) \| 3 \| Barbra Streisand \| Woman in Love[15] Barry Gibb, Robin Gibb \| - \| \| 15. November 1980 – 26. Dezember 1980 6 Wochen (insgesamt 6) \| 6 \| Kenny Rogers \| Lady[16] Lionel Richie \| - \| |                                       |                                       |                                                  |                           |
| ← 1979 |                                       |                                       |                                                  | → 1981 →                  |
| Zeitraum | Wo. ges.                              | Interpret                             | Titel Autor(en)                                  | Zusätzliche Informationen |
| (Zeitraum, Wochen auf Platz eins, Interpret, Titel, Autor[en], zusätzliche Informationen) |                                       |                                       |                                                  |                           |
| 22. Dezember 1979 – 4. Januar 1980 2 Wochen (insgesamt 3) | 3                                     | Rupert Holmes                         | Escape (The Piña Colada Song) Rupert Holmes      | -                         |
| 5. Januar 1980 – 11. Januar 1980 1 Woche (insgesamt 1) | 1                                     | KC & Sunshine Band                    | Please Don’t Go Harry Wayne Casey, Richard Finch | -                         |
| 12. Januar 1980 – 18. Januar 1980 1 Woche (insgesamt 3) | 3                                     | Rupert Holmes                         | Escape (The Piña Colada Song) Rupert Holmes      | -                         |
| 19. Januar 1980 – 15. Februar 1980 4 Wochen (insgesamt 4) | 4                                     | Michael Jackson                       | Rock with You Rod Temperton                      | -                         |
| 16. Februar 1980 – 22. Februar 1980 1 Woche (insgesamt 1) | 1                                     | Captain & Tennille                    | Do That to Me One More Time Toni Tennille        | -                         |
| 23. Februar 1980 – 21. März 1980 4 Wochen (insgesamt 4) | 4                                     | Queen                                 | Crazy Little Thing Called Love Freddie Mercury   | -                         |
| 22. März 1980 – 18. April 1980 4 Wochen (insgesamt 4) | 4                                     | Pink Floyd                            | Another Brick in the Wall Roger Waters           | -                         |
| 19. April 1980 – 30. Mai 1980 6 Wochen (insgesamt 6) | 6                                     | Blondie                               | Call Me Giorgio Moroder, Deborah Harry           | -                         |
| 31. Mai 1980 – 27. Juni 1980 4 Wochen (insgesamt 4) | 4                                     | Lipps, Inc.                           | Funkytown Steven Greenberg                       | -                         |
| 28. Juni 1980 – 18. Juli 1980 3 Wochen (insgesamt 3) | 3                                     | Paul McCartney                        | Coming Up Paul McCartney                         | -                         |
| 19. Juli 1980 – 1. August 1980 2 Wochen (insgesamt 2) | 2                                     | Billy Joel                            | It’s Still Rock and Roll to Me Billy Joel        | -                         |
| 2. August 1980 – 29. August 1980 4 Wochen (insgesamt 4) | 4                                     | Olivia Newton-John                    | Magic John Farrar                                | -                         |
| 30. August 1980 – 5. September 1980 1 Woche (insgesamt 1) | 1                                     | Christopher Cross                     | Sailing Christopher Cross                        | -                         |
| 6. September 1980 – 3. Oktober 1980 4 Wochen (insgesamt 4) | 4                                     | Diana Ross                            | Upside Down Nile Rodgers, Bernard Edwards        | -                         |
| 4. Oktober 1980 – 24. Oktober 1980 3 Wochen (insgesamt 3) | 3                                     | Queen                                 | Another One Bites the Dust John Deacon           | -                         |
| 25. Oktober 1980 – 14. November 1980 3 Wochen (insgesamt 3) | 3                                     | Barbra Streisand                      | Woman in Love Barry Gibb, Robin Gibb             | -                         |
| 15. November 1980 – 26. Dezember 1980 6 Wochen (insgesamt 6) | 6                                     | Kenny Rogers                          | Lady Lionel Richie                               | -                         |

## Alben
| ← 1979 ← | Liste der Nummer-eins-Alben in den USA | Liste der Nummer-eins-Alben in den USA | Liste der Nummer-eins-Alben in den USA     | 1981 →                    |
| \| Zeitraum \| Wo. ges. \| Interpret \| Titel \| Zusätzliche Informationen \| \| (Zeitraum, Wochen auf Platz eins, Interpret, Titel, zusätzliche Informationen) \| \| \| \| \| \| ------------------------------------------------------------------------------ \| -------- \| ---------------------------------- \| ---------------------------------------------- \| ------------------------- \| \| 29. Dezember 1979 – 4. Januar 1980 1 Woche (insgesamt 9) \| 9 \| Eagles \| The Long Run[17] \| - \| \| 5. Januar 1980 – 11. Januar 1980 1 Woche (insgesamt 1) \| 1 \| Donna Summer \| On the Radio: Greatest Hits Volumes I & II[18] \| - \| \| 12. Januar 1980 – 18. Januar 1980 1 Woche (insgesamt 1) \| 1 \| Bee Gees \| Greatest[19] \| - \| \| 19. Januar 1980 – 2. Mai 1980 15 Wochen (insgesamt 15) \| 15 \| Pink Floyd \| The Wall[20] \| - \| \| 3. Mai 1980 – 13. Juni 1980 6 Wochen (insgesamt 6) \| 6 \| Bob Seger & The Silver Bullet Band \| Against the Wind[21] \| - \| \| 14. Juni 1980 – 25. Juli 1980 6 Wochen (insgesamt 6) \| 6 \| Billy Joel \| Glass Houses[22] \| - \| \| 26. Juli 1980 – 12. September 1980 7 Wochen (insgesamt 7) \| 7 \| The Rolling Stones \| Emotional Rescue[23] \| - \| \| 13. September 1980 – 19. September 1980 1 Woche (insgesamt 1) \| 1 \| Jackson Browne \| Hold Out[24] \| - \| \| 20. September 1980 – 24. Oktober 1980 5 Wochen (insgesamt 5) \| 5 \| Queen \| The Game[25] \| - \| \| 25. Oktober 1980 – 7. November 1980 2 Wochen (insgesamt 2) \| 2 \| Barbra Streisand \| Guilty[26] \| - \| \| 8. November 1980 – 5. Dezember 1980 4 Wochen (insgesamt 4) \| 4 \| Bruce Springsteen \| The River[27] \| - \| \| 6. Dezember 1980 – 12. Dezember 1980 1 Woche (insgesamt 3) \| 3 \| Barbra Streisand \| Guilty \| - \| \| 13. Dezember 1980 – 26. Dezember 1980 2 Wochen (insgesamt 2) \| 2 \| Kenny Rogers \| Greatest Hits[28] \| - \| |                                        |                                        |                                            |                           |
| ← 1979 |                                        |                                        |                                            | → 1981 →                  |
| Zeitraum | Wo. ges.                               | Interpret                              | Titel                                      | Zusätzliche Informationen |
| (Zeitraum, Wochen auf Platz eins, Interpret, Titel, zusätzliche Informationen) |                                        |                                        |                                            |                           |
| 29. Dezember 1979 – 4. Januar 1980 1 Woche (insgesamt 9) | 9                                      | Eagles                                 | The Long Run                               | -                         |
| 5. Januar 1980 – 11. Januar 1980 1 Woche (insgesamt 1) | 1                                      | Donna Summer                           | On the Radio: Greatest Hits Volumes I & II | -                         |
| 12. Januar 1980 – 18. Januar 1980 1 Woche (insgesamt 1) | 1                                      | Bee Gees                               | Greatest                                   | -                         |
| 19. Januar 1980 – 2. Mai 1980 15 Wochen (insgesamt 15) | 15                                     | Pink Floyd                             | The Wall                                   | -                         |
| 3. Mai 1980 – 13. Juni 1980 6 Wochen (insgesamt 6) | 6                                      | Bob Seger & The Silver Bullet Band     | Against the Wind                           | -                         |
| 14. Juni 1980 – 25. Juli 1980 6 Wochen (insgesamt 6) | 6                                      | Billy Joel                             | Glass Houses                               | -                         |
| 26. Juli 1980 – 12. September 1980 7 Wochen (insgesamt 7) | 7                                      | The Rolling Stones                     | Emotional Rescue                           | -                         |
| 13. September 1980 – 19. September 1980 1 Woche (insgesamt 1) | 1                                      | Jackson Browne                         | Hold Out                                   | -                         |
| 20. September 1980 – 24. Oktober 1980 5 Wochen (insgesamt 5) | 5                                      | Queen                                  | The Game                                   | -                         |
| 25. Oktober 1980 – 7. November 1980 2 Wochen (insgesamt 2) | 2                                      | Barbra Streisand                       | Guilty                                     | -                         |
| 8. November 1980 – 5. Dezember 1980 4 Wochen (insgesamt 4) | 4                                      | Bruce Springsteen                      | The River                                  | -                         |
| 6. Dezember 1980 – 12. Dezember 1980 1 Woche (insgesamt 3) | 3                                      | Barbra Streisand                       | Guilty                                     | -                         |
| 13. Dezember 1980 – 26. Dezember 1980 2 Wochen (insgesamt 2) | 2                                      | Kenny Rogers                           | Greatest Hits                              | -                         |